# Jack Isaac
Pour les articles homonymes, voir Isaac (homonymie).
Pas d'image ? Cliquez ici

a Compétitions nationales et continentales officielles uniquement.

John Isaac, usuellement connu en tant que Jack Isaac, né le 11 mars 1972 à Wagga Wagga, est un joueur australien de rugby à XV et à sept qui évolue au poste de centre. Il se reconvertit ensuite en tant qu'entraîneur.

## Biographe

### En tant que joueur
En novembre 2001, il connaît son unique sélection avec les Barbarians français contre les Fidji à Toulon. Les Baa-Baas s'inclinent 17 à 15.

### En tant qu'entraîneur
En 2016-2017, il est manager du Biarritz olympique. Il n'intervient pas dans l'entraînement de l'équipe sur le terrain, rôle des entraîneurs David Darricarrère et Frédéric Garcia. Il est le lien entre l’équipe, l’administratif et le président Nicolas Brusque. Il essaye aussi d’optimiser le lien entre le sportif et le médical et de trouver des astuces pour améliorer l’esprit de l'équipe et l’identité du club.
En 2017, il retrouve le poste d'entraîneur des arrières du Biarritz olympique auprès du nouveau directeur sportif Gonzalo Quesada et au côté de l'entraîneur des avants Simon Raiwalui. En juin 2018, à la suite du départ de Quesada, il est promu entraîneur en chef de l'équipe mais est démis de ses fonctions en novembre de la même année.
Alors que l'US Dax s'apprête à disputer l'édition inaugurale de la nouvelle division Nationale, Isaac est nommé manager du club pour cette saison 2020-2021 par le président Benoît August, ce dernier ayant étant entraîné par Isaac pendant cinq saisons une dizaine d'années plus tôt. Signant un contrat d'un an, il exerce aux côtés d'Arnaud Mignardi et Stéphane Barberena, entraîneurs des arrières et des avants. Après une première saison satisfaisante, il prolonge son contrat dans les Landes ; il prend néanmoins du recul vis-à-vis de sa mission pour raisons personnelles à partir de l'automne,,, avant que sa fin de mission ne soit officialisée en fin de saison.

## Carrière

### En tant que joueur
- East Rugby Club (Sydney)
- 2000-2004 : Biarritz olympique
- 2004-2005 : Section paloise

### En tant qu'entraîneur
- 2006-novembre 2007 : entraîneur des espoirs du Biarritz olympique
- novembre 2007 - décembre 2012 : co-entraîneur du Biarritz olympique
- novembre 2013 : équipe des Tonga de rugby à XV
- 2014-2016 : Valley RFC[15]
- 2017-2018 : entraîneur des arrières du Biarritz olympique
- 2018-22 novembre 2018 : entraîneur en chef du Biarritz olympique
- 2020-novembre 2021 : manager sportif de l'US Dax

## Statistiques

### Bilan en tant qu'entraîneur
| Saison    | Club               | Division  | Poste    | Classement              | Coupe d'Europe             | Challenge européen |
| --------- | ------------------ | --------- | -------- | ----------------------- | -------------------------- | ------------------ |
| 2007-2008 | Biarritz olympique | Top 14    | Arrières | 6e                      | Éliminé en poule           | —                  |
| 2008-2009 | Biarritz olympique | Top 14    | Arrières | 5e                      | Éliminé en poule           | —                  |
| 2009-2010 | Biarritz olympique | Top 14    | Arrières | 7e                      | Défaite en finale          | —                  |
| 2010-2011 | Biarritz olympique | Top 14    | Arrières | 5e, éliminé en barrages | Éliminé en quart-de-finale | —                  |
| 2011-2012 | Biarritz olympique | Top 14    | Arrières | 9e                      | Éliminé en poule           | Vainqueur          |
| 2017-2018 | Biarritz olympique | Pro D2    | Arrières | 6e, éliminé en barrages | —                          | —                  |
| 2020-2021 | US Dax             | Nationale | Manager  | 6e                      | —                          | —                  |

## Palmarès de joueur

### En club
- Championnat de France de rugby à XV :
  - Champion (1) : 2002.

### En équipe nationale
- Équipe d'Australie de rugby à sept (capitaine en 1999).